# Estación Solís
Pour les articles homonymes, voir Estacion.
Estación Solís est une ville de l'Uruguay située dans le département de Lavalleja. Sa population est de 57 habitants.

## Population
| Année | Population |
| ----- | ---------- |
| 1963  | 188        |
| 1975  | 170        |
| 1985  | 138        |
| 1996  | 90         |
| 2004  | 57         |

Référence,: